# Jean Meschinot
Jean Meschinot, seigneur de Mortiers, dit « le Banni de liesse », né vers 1420 aux Mortiers, dans la paroisse de Monnières et mort le 12 septembre 1491, est un poète breton de langue française à la cour des ducs de Bretagne.

## Biographie
Meschinot appartient à une famille de petite noblesse, mais ancienne. Les nobiliaires anciens attribuent comme armoiries à cette maison : d'azur à deux fasces d'argent au croissant de même entre elles.
« Écuyer de corps et de chambre » de la maison ducale sous cinq ducs à partir de Jean V et François Ier, il est en grande faveur sous Pierre II et Arthur III (Richemont), qu'il accompagne à la cour de France en 1451, 1455 et 1457, et compose rondeaux et ballades. À la mort du connétable de Richemont, son successeur, le duc François II, ne le renouvelle pas dans sa charge, sans doute par souci de rajeunir sa garde personnelle. Affecté par l'événement, Meschinot s'en plaint dans ses poèmes. Le duc lui confie cependant des missions : il est chargé de passer des revues « d'hommes d'armes, de recrues féodales et d'hommes de milice ».
Pour améliorer ses revenus, diminués par la perte de sa charge d'écuyer — de 300 livres par an —, il est employé par la maison de Laval où il entre, avec l'autorisation du duc, vers 1470. Les archives du château de Vitré, concernant la châtellenie de Marcillé, font souvent mention de Jean Meschinot parmi la suite du comte de Laval, Guy XIV de Laval, se rendant de son château de Vitré à Châteaubriant ou à Nantes. En 1471, il obtient du comte la charge de capitaine du château de Marcillé pour son fils Jean. De 1486 à 1491, il est général maître des monnaies et dirige donc les ateliers monétaires de Rennes, Nantes, Vannes, Morlaix, et Dinan.
Il finit maître d’hôtel principal de la jeune duchesse Anne de Bretagne à partir de 1488. Il meurt en 1491, avant le mariage d'Anne. Elle prendra son fils Gilles comme page. Jean Meschinot est enterré dans le couvent des Carmes de Nantes, détruit après la Révolution française.

## Iconographie
Le poète est représenté dans un manuscrit contenant ses poésies (manuscrit 24314) détenu par la bibliothèque nationale de France. Il est assis dans un fauteuil de sa bibliothèque.

## Œuvres
Il a composé diverses ballades et rondeaux. Il est plus particulièrement l'auteur des Lunettes des Princes (1461-1464), son œuvre principale, un poème didactique moral mêlant prose et vers, imprimé après sa mort, en 1493. Historiquement, c’est le premier livre sorti des presses d'Étienne Larcher, à Nantes, où l'imprimerie n'est apparue qu'après d'autres villes bretonnes, notamment Tréguier et Rennes.
Il est aussi l'auteur de vingt-cinq ballades, sur des arguments empruntés à Georges Chastelain, dont le thème principal est le mauvais prince... en l'occurrence Louis XI, l'ennemi du duc François II.
Virtuose célèbre et célébré en son temps (Les Lunettes des princes connurent un succès presque égal à celui des Testaments de Villon, selon S. Lefèvre), Meschinot est considéré comme l'un des « grands rhétoriqueurs » du XVe siècle, en raison de ses audaces formelles.
Son poème Princes qu'en mains tenez a été mis en musique par le groupe nantais Tri Yann.

## Poèmes

### Rondeau de ceux qui se taisent
Ceulx qui deussent parler sont muts

Les loyaulx sont pour sots tenus ;

Je n'en vois nuls

Qui de bonté tiennent plus compte ;

Vertus vont jus, pechié haut monte,

Ce vous est honte,

Seigneurs grans, moyens et menus.

Flateurs sont grans gens devenus

Et a hauts estats parvenus,

Entretenus,

Tant qu'il n'est rien qui les surmonte.

Ceux qui deussent parler sont muts.

Nous naquismes povres et nuds.

Les biens nous sont de Dieu venus,

Nos cas congnus

Luy sont pour vray, je vous le conte ;

Pape, empereur, roy, duc ou comte,

Tout se mescompte,

Quant les bons ne sont soustenus.

Ceulx qui deussent parler sont muts.

### Rondeau amoureux
M'aimerez vous bien, 

Dictes, par votre ame ?

Mais que je vous aime

Plus que nulle rien,

M'aimerez vous bien ?

Dieu mit tant de bien

En vous que c'est basme,

Pour ce je me clame

Vostre. Mais combien

M'aimerez vous bien ?

## Œuvres
- Les Lunettes des Princes dont on connaît une trentaine d’éditions (avec ou sans les Additions) :
  - publiées par Étienne Larcher, Nantes, 1493.
  - publiées par Étienne Larcher, Nantes, 1494, 134 feuillets non paginés. Vignette gravée sur bois ; in-quarto (un exemplaire est conservé à la bibliothèque de Chambéry).
  - publiées sans date par Olivier Arnoullet à Lyon.
  - publiées sans date par Pierre Le Caron, Paris (contient l’épitaphe de Meschinot).
  - publiées sans date avec la marque de Jean du Pré, vers 1492 et avant 1495[7].
  - publiées sans date avec la marque de Le Petit Laurens, fin XVe.
  - publiées par Gilles Corrozet, Paris, 1539.
  - publiées avec préface, notes et glossaire par Olivier de Gourcuff, 1890.
    - réimprimées en 1971.

  - édition critique par Bernard Toscani, Paris, 1971.
  - édition critique par Christine Martineau-Geneys, Genève, Droz, 1972

On en connaît aussi deux manuscrits.

## Pour approfondir